# Sail Along, Silv'ry Moon
Sail along, Silv'ry Moon is een nummer geschreven door Harry Tobias en Percy Wenrich uit 1937.
Het nummer is voor het eerst uitgevoerd door Bing Crosby. Deze versie bereikte de vierde positie in de Billboard Hot 100.

## Coverversies
De bekendste coverversie is die van Billy Vaughn, getiteld "Sail Along Silvery Moon". Deze instrumentale uitvoering werd in december 1957 uitgebracht en bereikte de vijfde plek in de Billboard Hot 100. Het werd een nummer-1 hit in Duitsland, Noorwegen en Canada. In de eindejaarslijst van 1958 van Billboard magazine stond het nummer op de zesde positie.
Andere artiesten die het nummer gecoverd hebben:
- Gene Autry bracht een versie van het nummer uit als de B-kant van zijn single "There a Gold Mine in the Sky" uit 1946.
- Andy Williams bracht een versie van het nummer uit op zijn album Two Time Winners uit 1959.
- Sil Austin bracht een versie van het nummer uit op zijn album Golden Saxophone Hits uit 1961.
- Slim Whitman bracht een versie van het nummer uit op zijn album Just Call Me Lonesome uit 1961.
- Frankie Carle, His Piano and Orchestra bracht een versie van het nummer uit hun album Honky-Tonk Hits By The Dozen uit 1962.
- Martin Denny bracht een versie van het nummer uit op zijn album Hawaii Tattoo uit 1964.
- Billy May and His Orchestra brachten een versie van het nummer uit op hun album As You Remember Them: Great Instrumentals: Volume 2 uit 1972.
- Chet Atkins bracht een versie van het nummer uit op zijn album The Best of Chet Atkins & Friends uit 1976.
- Ace Cannon bracht een versie van het nummer uit op zijn album Golden Classics uit 1980.
- André Rieu en het Johann Strauß Orchestra brachten een versie uit op het album Romantic Moments II uit 2018.

## NPO Radio 2 Top 2000
| Nummer met noteringen in de NPO Radio 2 Top 2000 | '99  | '00  | '01  | '02  | '03  | '04  | '05  | '06 | '07  | '08  |
| ------------------------------------------------ | ---- | ---- | ---- | ---- | ---- | ---- | ---- | --- | ---- | ---- |
| Sail Along Silv'ry Moon (Billy Vaughn)           | 1142 | 1046 | 1452 | 1805 | 1707 | 1902 | 1941 | -   | 1967 | 1962 |

1. ↑  Een '-' betekent dat het nummer niet was genoteerd en een vetgedrukt getal geeft de hoogste notering aan.
2. ↑  Deze tabel is bijgewerkt tot en met de laatste editie (2024).